# 白颊犀鸟
，是犀鳥目犀鳥科斑盔犀鳥屬下的一種鳥類。該物種僅分佈於印度尼西亚的蘇拉威西島及其周圍的小島上，於通常海拔低於650公尺的原始低地森林內，是一種小型的黑色犀鳥。雖然其族群數量仍未有估計，但因其低地森林的棲息地的開發速度相當嚴重，因此被列為易危物種。
本物種是由法國鳥類學家康拉德·雅各·特明克於1823年發表，並命名為。在分類上，本物種原先被歸於斑嘴犀鳥屬下，但後來根據分析發現實際上應屬於斑嘴犀鳥屬的姊妹支群，因而與其他在棕頸犀鳥屬中物種被立為現在的斑盔犀鳥屬。其屬名是由希臘語的（意即「條紋的」）及（意即「犀牛」）組成。:333種小名則為拉丁語，是「耕種」或「犁地」的意思。:154

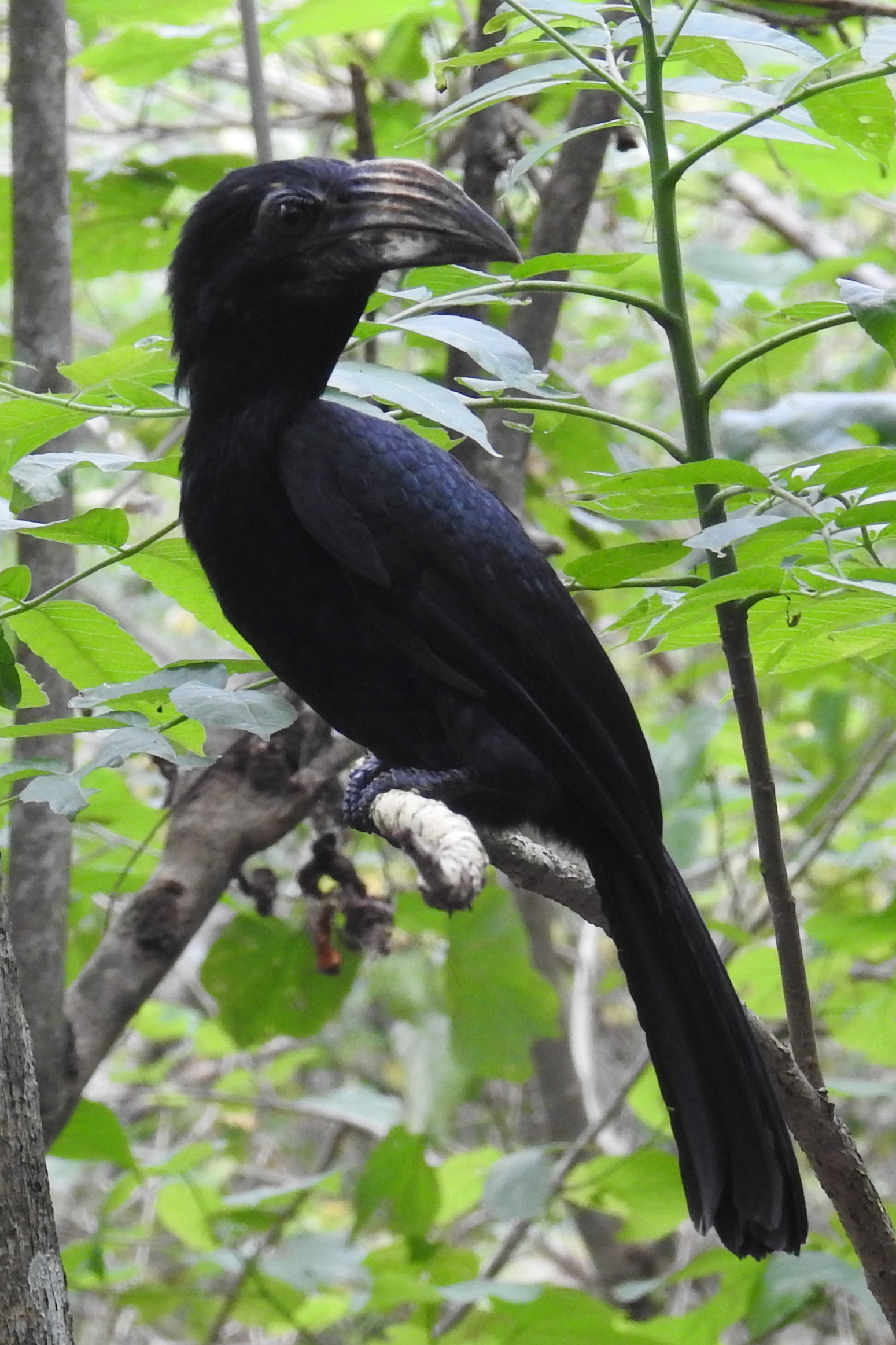
雌性

指名亞種雄鳥的臉及喉部為白色（或被染成黃色）：鳥喙呈淡黃色，上喙隆起部分呈褐色，下喙基部呈黑色；臉上的裸露皮膚接近肉色；而雌鳥體型較小，除了喙尖及下喙基部有淡奶油色的區域之外，幾乎全身皆為黑色。幼鳥與成年雄鳥相似但沒有上喙隆起，大約至80日齡之後幼鳥才會開始發展出成鳥特徵。亞種的差異在於其下喙基部的條紋為淡奶油色而非單純黑色。
這種鳥類主要為植食性，主要食用水果，並包含一些小型動物如無脊椎動物。繁殖時會採取以2—10隻的小隊協同合作，通常雌鳥會將自己封在巢穴內，並由其他幫手負責餵養。一個孵化週期約需70—90天；其中孵化需16—19天，餵養則需約55—70天，之後幼鳥就有離巢的能力。其體長45公分，體重平均約370.0公克，鳥喙寬平均約25.2公釐、深平均約38.4公釐、嘴峰長平均約91.6公釐；翼長平均約226.8公釐；跗蹠約42.3公釐；尾長約208.0公釐。

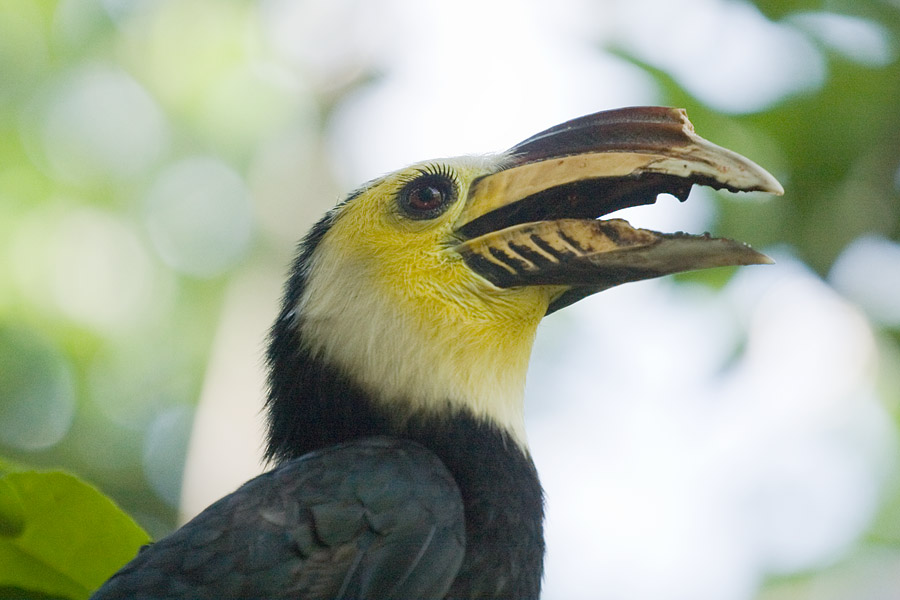
sanfordi亞種雄鳥，可見其鳥喙下半的淡奶油色條紋

在1985年至1997年期間，由於商業伐木、移民和種植園的擴張，蘇拉威西島的低地森林面積減少了89%。而在2021年的研究顯示該地的低地森林仍以近30%的速度消失。因為白頰斑嘴犀鳥還有被作為食物或寵物飼養的可能，在面臨棲地破碎化的情況下，牠們因此被《國際自然保護聯盟瀕危物種紅色名錄》列為易危物種。

## 外部連結
- 维基共享资源上的相關多媒體資源：白頰斑嘴犀鳥
- 維基物種上的相關：白頰斑嘴犀鳥
- Xeno-canto上白頰斑嘴犀鳥的叫聲 （页面存档备份，存于）